# It's Still Rock and Roll to Me
〈It's Still Rock and Roll to Me〉는 빌리 조엘의 싱글로, 1980년 발매된 그의 음반 《Glass Houses》에 수록됐다. 이 곡은 1980년 7월 19일부터 8월 1일까지 2주 동안 빌보드 핫 100 차트에서 1위를 차지했다. 또한 11주 동안 빌보드 핫 100 차트 탑 10을 유지했으며, 아메리칸 탑 40에 따르면 1980년에 7번째로 크게 히트한 곡이라고 한다. 이 곡은 음악가의 명성이 떨어지고 대중들의 취향이 변한다는 주제를 나타내고 있으며, 이는 빌리 조엘이 1975년 발매한 〈The Entertainer〉에서 드러낸 주제와 유사하다. 한 인터뷰에서 이 곡의 드럼을 연주한 리버티 드비토의 말에 따르면, 곡을 녹음할 당시 사운드 엔지니어가 스네어 드럼의 높이를 "주저앉을" 정도로 극도로 낮게 세팅했다고 한다.
이 싱글은 미국에서 100만 장 이상 판매되어, RIAA로부터 플래티넘 인증을 받았다. 팝 록 음악가인 드레이크 벨은 2014년 그의 로커빌리 음반 《Ready Steady Go!》에서 커버했다.

## 곡에 참여한 사람들
- 빌리 조엘 - 리드 보컬, 백 보컬, 피아노, 전기 피아노
- 데이비드 브라운 - 전기 기타
- 리치 카나타 - 색소폰 솔로
- 리버티 드비토 - 드럼, 퍼쿠션
- 러셀 자버스 - 전기 기타
- 더그 스테그마이어 - 베이스

## 차트
| 1980년                                | 순위 |
| ------------------------------------- | ---- |
| 오스트레일리안 싱글 차트              | 10   |
| 캐나디안 싱글 차트                    | 1    |
| 프렌치 싱글 차트                      | 61   |
| 아일랜드 (IRMA)                       | 11   |
| 뉴질랜드 싱글 차트                    | 21   |
| 영국 싱글 차트                        | 14   |
| 미국 빌보드 핫 100                    | 1    |
| 미국 빌보드 핫 어덜트 컨템퍼레리 트랙 | 45   |

| 1980년             | 순위 |
| ------------------ | ---- |
| 캐나다             | 6    |
| 미국 빌보드 핫 100 | 9    |

| 1958년 ~ 2018년    | 순위 |
| ------------------ | ---- |
| 미국 빌보드 핫 100 | 303  |

## 뮤직비디오
뮤직비디오는 빌리 조엘이 그의 밴드와 함께 이 곡을 라이브로 부르는 것으로 구성되어있다. 밴드 구성원들에 따르면, 뮤직비디오에 담긴 빌리 조엘의 보컬은 뮤직비디오 촬영 당시 라이브로 부른 것이라고 한다.

## 패러디
1980년 위어드 알 얀코빅이 이 노래를 〈It's Still Billy Joel to Me〉라는 제목으로 패러디하여 불렀고, 이 녹음본이 라디오 프로그램 닥더 데멘토를 통해 유명해졌다. 싱글이나 음반 수록곡으로 발매되지는 않았다. 얀코빅은 "이 곡을 1980년에 썼지만 1983년(내 첫 음반이 발매됐을 때)에도 구식처럼 느껴진다. 또한, 우리는 빌리 조엘이 패러디에 대해 우리에게 좋게 여길 것 같지 않다고 생각해서, 우리는 심지어 묻지도 않았다."고 말했다.